# HSK Orion
HSK Orion (HSK1 (Handelsstörkreuzer 1), «Schiff 36») — німецький допоміжний крейсер Крігсмаріне періоду Другої світової війни.

## Історія
Корабель «Kurmark» збудували на корабельні Blohm & Voss Гамбургу для Hapag. 1939 його реквізували для Крігсмаріне під позначенням «Корабель 36», а 9 грудня 1939 завершили перебудову і включили до допоміжних крейсерів під позначенням «Оріон» HSK 1. У Royal Navy його позначили Рейдер А (англ. Raider A). 6 квітня 1940 він покинув Німеччину під командуванням Курта Вайгера і направився до південної Атлантики. У березні 1940 перейшов до Тихого океану. У червні 1940 біля Окленду поставив міни, на яких підірвалось декілька кораблів. В Індійському океані затопив 4 кораблі. У жовтні 1940 разом з рейдером «Komet» потопив ще 7 кораблів. За наступні 6 місяців в Індійському океані потопив лише 1 корабель в липні 1941, після чого 23 серпня 1941 зайшов до Бордо. За 510 днів «Оріон» пройшов 127 337 миль, затопивши 10 кораблів тоннажем 62 915 брт і разом з «Комет» тоннажем 21 125 брт — найбільше з усіх німецьких рейдерів.
Корабель перейменували на «Hektor» і використовували до 1944 як навчальний артилерійський корабель. у січня 1945 йому повернули назву «Оріон» і використовували для евакуації біженців з Східної Пруссії до основної частини Німеччини і Данії. У 16 рейсі до Копенгагену 4 травня 1945 він зокрема перевозив екіпаж лінійного корабля SMS Schlesien. Біля Свінемюнде був розбомблений і затоплений 51 мінно-торпедний полк. Завдяки близькості до берега з 4000 осіб на кораблі врятувалось 150 осіб.
Надводні частини корабля були забрані до 1952 на металобрухт, а 26 травня 1956 норвезький корабель, що йшов з Мурманська до Щецина з вантажем суперфосфату наштовхнувся на днище «Оріона» і затонув.